# گالینا اولانووا
گالینا سرگیونا اولانووا (روسی: Галина Серге́евна Ула́нова؛ ۸ ژانویهٔ ۱۹۱۰ – ۲۱ مارس ۱۹۹۸) یک بالرین، و طراح رقص اهل امپراتوری روسیه بود.
از فیلم‌ها یا برنامه‌های تلویزیونی که وی در آن نقش داشته است می‌توان به رومئو و ژولیت اشاره کرد.
وی همچنین برنده جوایزی همچون نشان لنین و جایزه هنرمند مردمی اتحاد جماهیر شوروی شده است.